# 僧帽水母
僧帽水母（學名：Physalia physalis），又稱葡萄牙戰艦（英語：Portuguese man o' war），是一種致命的劇毒管水母。雖然僧帽水母像水母，但其實是一個包含水螅體及水母體的群落。每一個體都高度的專門化，互相緊扣，而不能獨立生存。

## 棲息地
僧帽水母棲息在海平面，部份像帆浮在水面上，其餘部份則在水底下。它們不能產生動力，隨風、水流及潮汐來移動。它們分佈在大西洋熱帶海域，有時會在較北的芬迪灣及赫布里底群島。它們經常出沒於南非東岸誇祖魯-納塔爾省的海灘和開普敦南岸，也有指它們曾出現在地中海，包括西班牙海岸及科西嘉島。
僧帽水母很少會被單獨發現，往往是因海流及風將多達數千隻的僧帽水母帶到同一海域。

## 結構

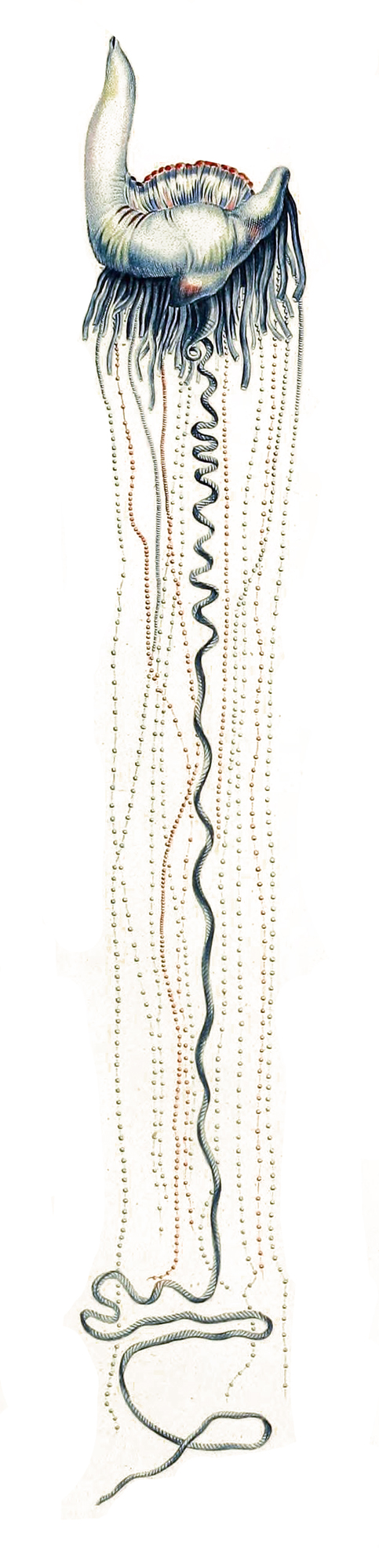
1807年的僧帽水母圖繪，由法國博物學家夏尔-亚历山大·勒叙厄尔繪製

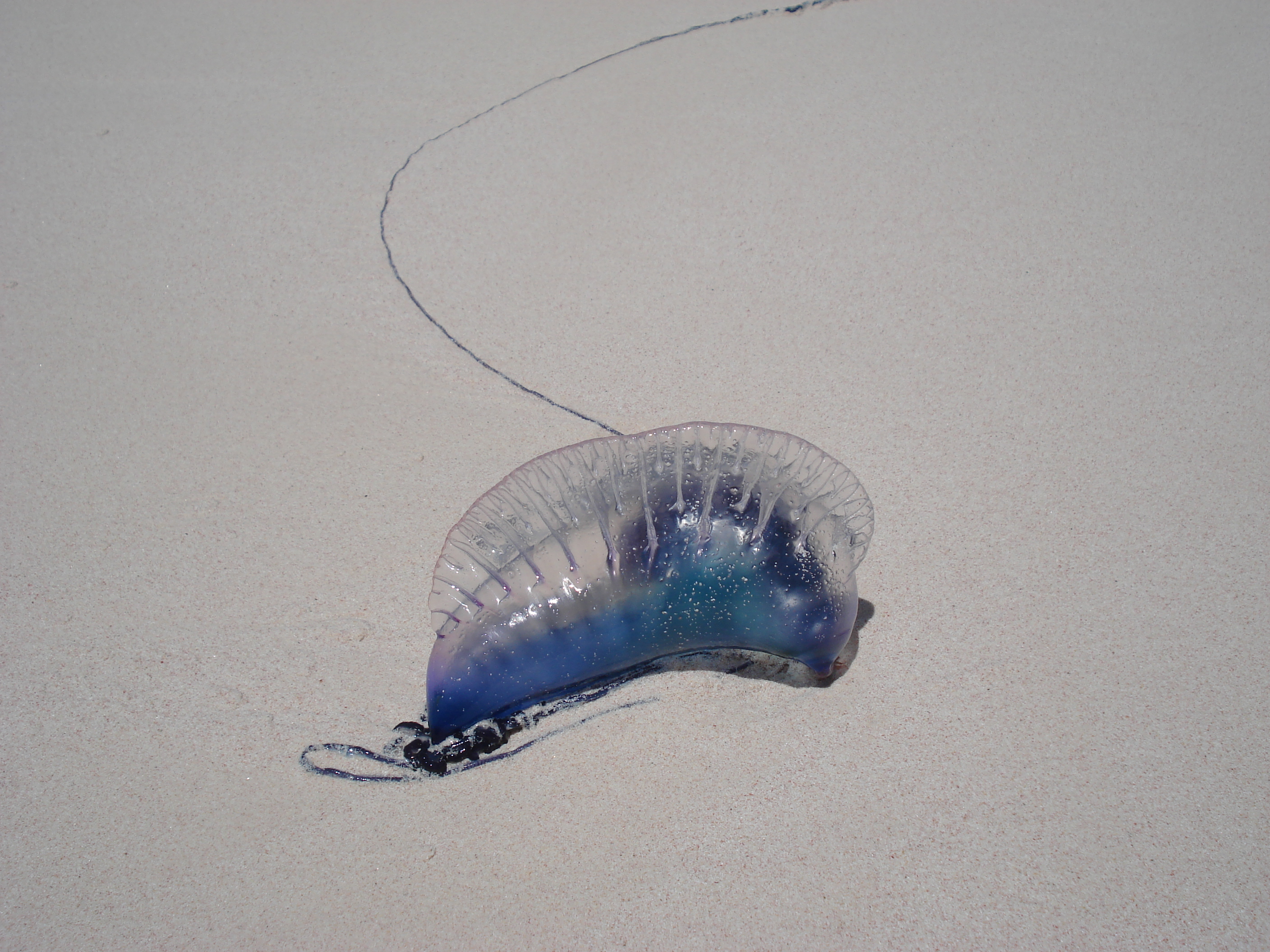
被沖上百慕達海灘的僧帽水母

僧帽水母是由4种水螅體组成。其中一种水螅體是一充氣的的鰾，可以令僧帽水母浮在水面。僧帽水母的鰾是左右對稱的。鰾長9－30厘米，在水面上可以延伸多15厘米，有透明、粉紅、藍或紫色。它們會將氣體注入鰾中。僧帽水母的氣體腺產生一氧化碳，填充鰾有最高達14％的一氧化碳。其餘部分氣體是氮氣、氧氣和氬氣，大氣中的氣體擴散到鰾。二氧化碳發生在痕量水平。僧帽水母會確保鰾濕潤來維生，故它們會經常輕微翻轉來保持鰾的表面濕潤。為了避免鰾受到攻擊，它們可以稍稍放氣令鰾下沉到海底。
在鰾下有長觸鬚，最長可達22米，平均長10米。觸鬚上有充滿毒素的刺細胞，可以殺死細小的海洋生物，如魚類及蝦。觸鬚上的收縮細胞會將獵物帶到負責消化的水螅體。這些水螅體會包圍食物，分泌出可以分解各種蛋白質、碳水化合物及脂肪的酶來消化食物。
某些魚類是可以在觸鬚下生活的，完全免疫於刺細胞的毒素，並與僧帽水母有一種互利共生關係。

## 毒素

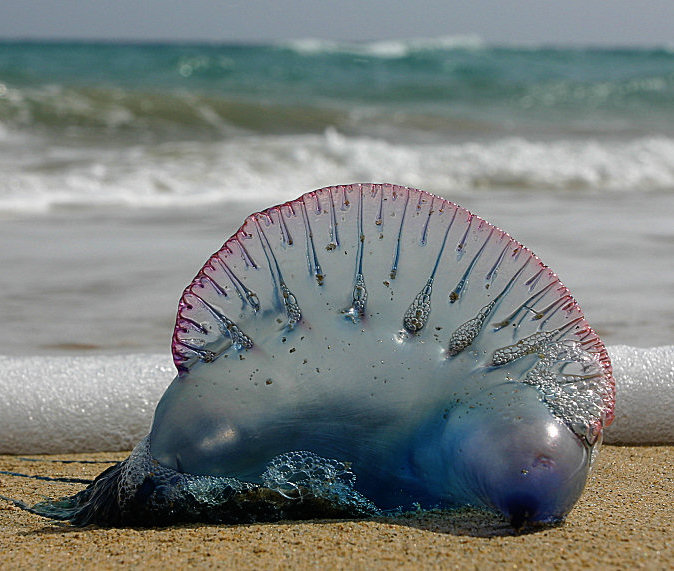
富埃特文圖拉島帕哈拉海邊的僧帽水母

僧帽水母的刺细胞令細小魚類及其他獵物癱瘓。就算是已死去的僧帽水母或脫落的觸鬚，在數小時內，仍可以造成同樣傷害。
對於人類的影響:僧帽水母可以造成劇痛，並會留下紅色鞭痕，要2－3日才能消散。其毒素可以滲入到淋巴結，並造成更深入的痛楚。刺亦會造成過敏反應及一連串的影響，如發熱、休克及干擾心臟和肺部功能，嚴重时更會致命，但致命的例子比較罕見。僧帽水母的毒液呈酸性，將僧帽水母浸在醋中會強化刺細胞，即增加毒素的傳送，並令病徵惡化。傷口處理的時候最好泡在稍燙的海水中來分解毒素，僧帽水母經常被誤會是水母的一種，故很多時候影響治療的成效。

## 掠食者
赤蠵龜是僧帽水母的掠食者。它們的皮太厚，僧帽水母的刺很難穿透及注入毒素。海蛞蝓及紫螺也會吃僧帽水母，毯子章魚對僧帽水母的毒素也是免疫的，並且會扯下它們的觸鬚保護自己，以水母為主食的翻車魚也會吃僧帽水母。

## 互利共生
僧帽水母很多會與多種海魚一同生活，包括小丑魚及巴托洛若鲹。小丑魚可以隨意來往僧帽水母的觸鬚之間，主因可能是其黏膜在觸動刺細胞的時候使刺細胞無法傷害到牠。這些魚類可以從僧帽水母中得到保障，而它們會吸引其他小魚來作為僧帽水母的食物。

## 图片
- 澳大利亚新南威爾士州, 被浪打上沙滩的僧帽水母
- 在千里達及托巴哥馬亞羅海灘現場抓獲僧帽水母
- 在美國佛羅里達州棕櫚灘的僧帽水母